# Arméns pensionskassa

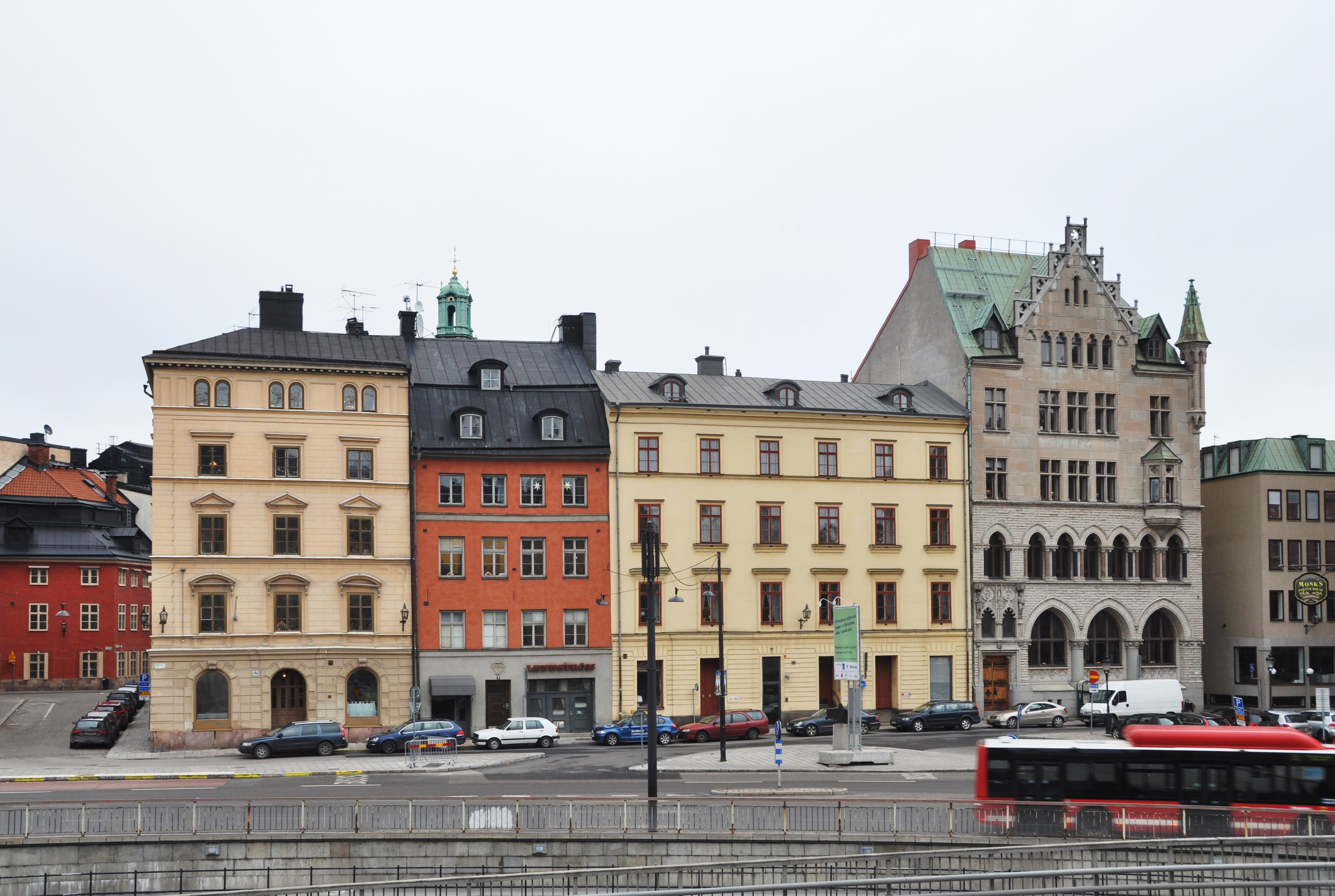
I huset nr 7 Munkbron i Stockholm, det lägre gula huset i mitten, hade pensionskassan sina lokaler från 1772 till 1935.

Arméns pensionskassa var en pensionskassa som inrättades i Sverige 1756 i ändamål att lämna pension åt armén tillhörande militära och civila ämbetsmän, då de avgick ur tjänsten på grund av ålder eller till följd av olyckshändelse.
Kassan stod under styrelse av armén genom dess krigsbefäl eller fullmäktige. Krigsbefälet utgjordes av alla på stat varande generalspersoner samt av chefen och en kapten från varje regemente (kår). Arméns fullmäktige utgjordes av 16 personer, nämligen två generalspersoner, sex regementschefer och åtta kaptener eller ryttmästare, valda arméfördelningsvis. Fullmäktige sammanträdde vart femte år, krigsbefälet endast då, när för pensioneringen viktiga frågor förelåg. Kassans räkenskaper granskades varje år, då krigsbefälet eller fullmäktige inte sammanträdde, av fem revisorer. Kassan förvaltades av en direktion av officerare dels i tjänst och dels ur tjänst, och övriga göromål sköttes av civila tjänstemän. Kassans inkomster utgjordes av räntor på utlånade medel samt av delägarnas avgifter och statsanslag.
Förvaltningen av kassan övertogs 1935 av statskontoret och upplöstes då, varvid den ersattes av Arméns familjepensionskassa. Denna upplöstes 1937.